# Szili József (irodalomtörténész)
Szili József (Budapest, 1929. augusztus 27. – 2021. december 18.) magyar irodalmár, irodalomtörténész, esztéta, egyetemi tanár. A Magyar Tudományos Akadémia Tudományos etikai Bizottságának tagja.
Bernáth Jánosné Szili Mária Apollónia (1932–2022) bérelszámoló csoportvezető (26. Állami Épírőipari Vállalat)  és Szili Sándor (1939–2020) esztergályos, országgyűlési képviselő testvére.

## Életpályája
Szili József (1901–1967) és Czellahó Mária (1910–2002) fia. 1948–1952 között az ELTE BTK magyar–angol szakos hallgatója volt. 1952–1955 között az Idegen Nyelvek Főiskola tanársegédje volt. 1955–1960 között a Magyar Rádiónál dolgozott. 1960–2002 között a Magyar Tudományos Akadémia Irodalomtudományi Intézetének munkatársa, majd tudományos tanácsadója és a Helikon szerkesztőbizottságának tagja volt. 1985–1991 között a Nemzetközi Összehasonlító Irodalmi Társaságban működött. 1993-ban habilitált. 1994-től a Miskolci Egyetem tanára volt. 
Kutatási területe a modern angol és amerikai irodalom, irodalomelmélet.

## Művei
- A művészi visszatükrözés szerkezete. A művészet ismeretelméleti kérdései Christopher Caudwell és Lukács György esztétikájában (1981)
- Az irodalomtörténet elmélete I-II. (tanulmány, 1989)
- A strukturalizmus után. Érték, vers, hatás, történet, nyelv az irodalomelméletben (szerkesztette Veres Andrással, 1992)
- Az irodalomfogalmak rendszere (1993)
- Arany hogy istenül. Az Arany-líra posztmodernsége (esszé, 1996)
- A poétikai műnemek interkulturális elmélete (1997)
- „Légy ha bírsz, te világköltő…” – A magyar líra a XIX. század második felében (1998)
- Arany János: Toldi-trilógia (1999)
- Irodalomtudat-hasadás. Az irodalom interkulturális elmélete (2005)
- Verskazal (2011)
- Zenétlen zene (versek) (2019)

## Műfordításai
- René Wellek–A. Warren: Az irodalom elmélete (1972); 2006. ISBN 963 389 192 2
- Rudolf Arnheim: A vizuális élmény. Az alkotó látás pszichológiája (Tellér Gyulával, 1979)
- Susan Sontag: A vulkán szerelmese (1994)
- Northrop Frye: A kritika anatómiája (1998)
- E. M. Forster: A regény aspektusai (1999)
- Terry Eagleton: A fenomenológiától a pszichoanalízisig (2000)
- William S. Burroughs: Meztelen ebéd (2010) (az első magyar kiadásban Elmi József álnéven, 1992)

## Díjai, kitüntetései
- Ford-ösztöndíj (1965–1966)
- A Munka Érdemrend ezüst fokozata (1977)
- Az irodalomtudományok kandidátusa (1979)
- Az Akadémiai Könyvkiadó nívódíja (1986)
- Szocialista Magyarországért érdemrend (1989)
- A Munka Érdemrend arany fokozata (1989)
- Az irodalomtudományok doktora (1989)
- Széchenyi professzor ösztöndíj (1999–2002)